# Samsung Corby GT-i5500
Il Samsung Corby i5500, chiamato anche in altri paesi Samsung Galaxy 5, Samsung Galaxy Europa, Samsung Galaxy 550, Samsung i5503 e Samsung Corby Android, è uno smartphone. A partire dal 2011, è lo smartphone più economico realizzato da Samsung. Utilizza il sistema operativo open source Android. È stato annunciato il 15 giugno 2010.

## Caratteristiche
Il telefono misura 108 millimetri (4.3 in) x 56 millimetri (2.2 in) x 12.3 millimetri (0,48 in). Viene fornito con il sistema operativo Android 2.1 Eclair (o 2.2 Froyo) e supporta il ("3.5G") protocollo di telefonia mobile HSDPA a 7,2 Mbit / s. L'interfaccia utente dispone di un touchscreen capacitivo, ma non supporta il multi-touch come sugli smartphone di fascia alta. I 2,8 pollici (71 mm) schermo supporta QVGA (240 x 320 pixel) con una profondità colore di 16M. Le funzionalità di comunicazione includono Bluetooth, 3G, Wi-Fi e A-GPS.

## Android
Quando venne originariamente distribuito, il telefono cellulare veniva fornito con Android 2.1 Eclair come sistema operativo preinstallato. A partire da agosto 2011, la maggior parte dei telefoni sono distribuiti con Android 2.2 Froyo. La maggior parte dei vettori consentono un aggiornamento da Android 2.1 a 2.2 tramite il software Samsung Kies, che è in bundle con il telefono. Froyo ha portato molte novità al telefono, compresa la composizione vocale.
Il telefono può eseguire anche Android Gingerbread 2.3.7, 4.0.4 Ice Cream Sandwich, 4.1.2 Jelly Bean, 4.2.2 Jelly Bean e 4.4.2 Kitkat attraverso quattro "port" differenti di CyanogenMod da parte dell'omonimo gruppo. In questo momento, questi quattro "port" hanno, insieme, più di 59.000 installazioni in dispositivi Samsung i5500. Non sono esenti da bug, e date le caratteristiche hardware piuttosto basse, non si ha un notevole aumento di performance. Attualmente la "port" per questo telefono più utilizzata è la CyanogenMod 7.2 basata su Android 2.3 Gingerbread.

## Galleria d'immagini

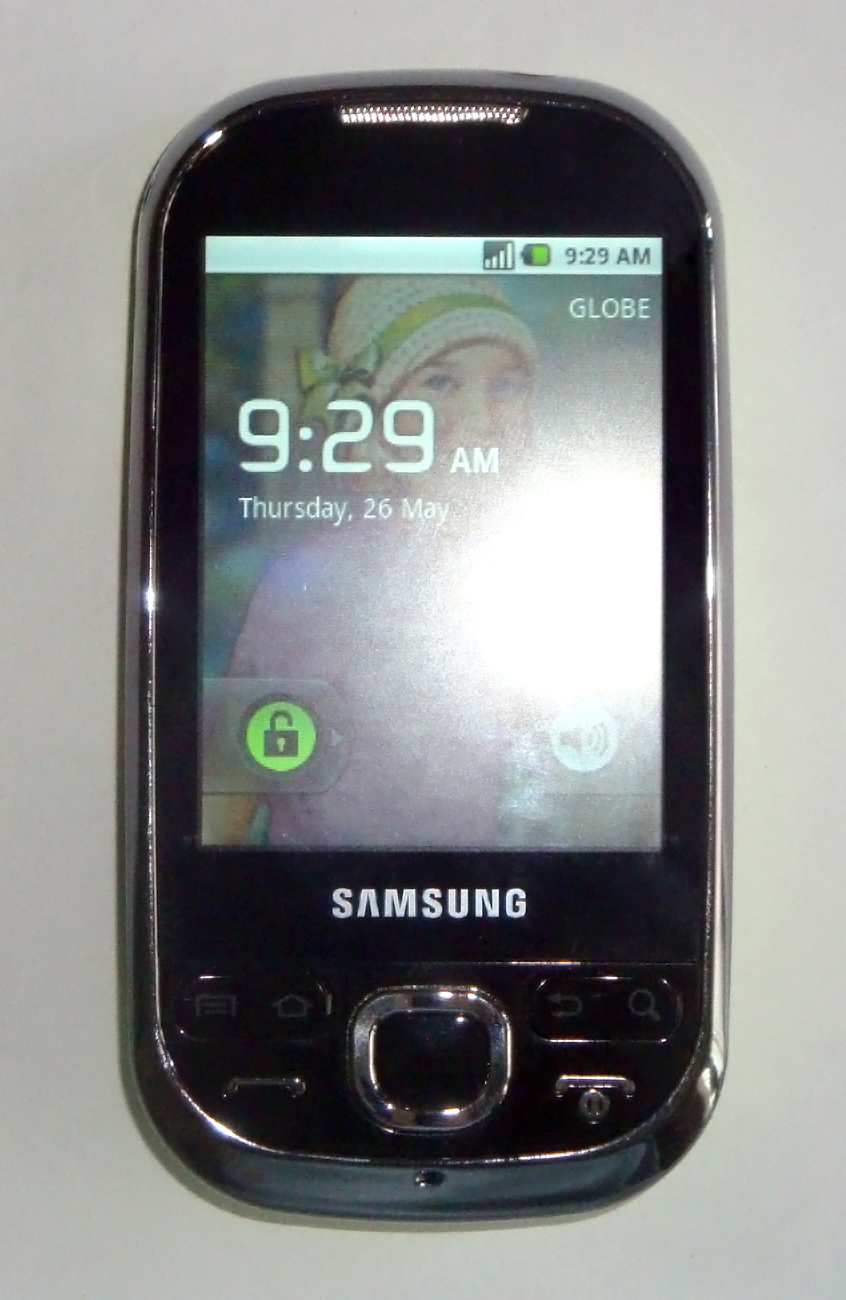
Samsung i5500
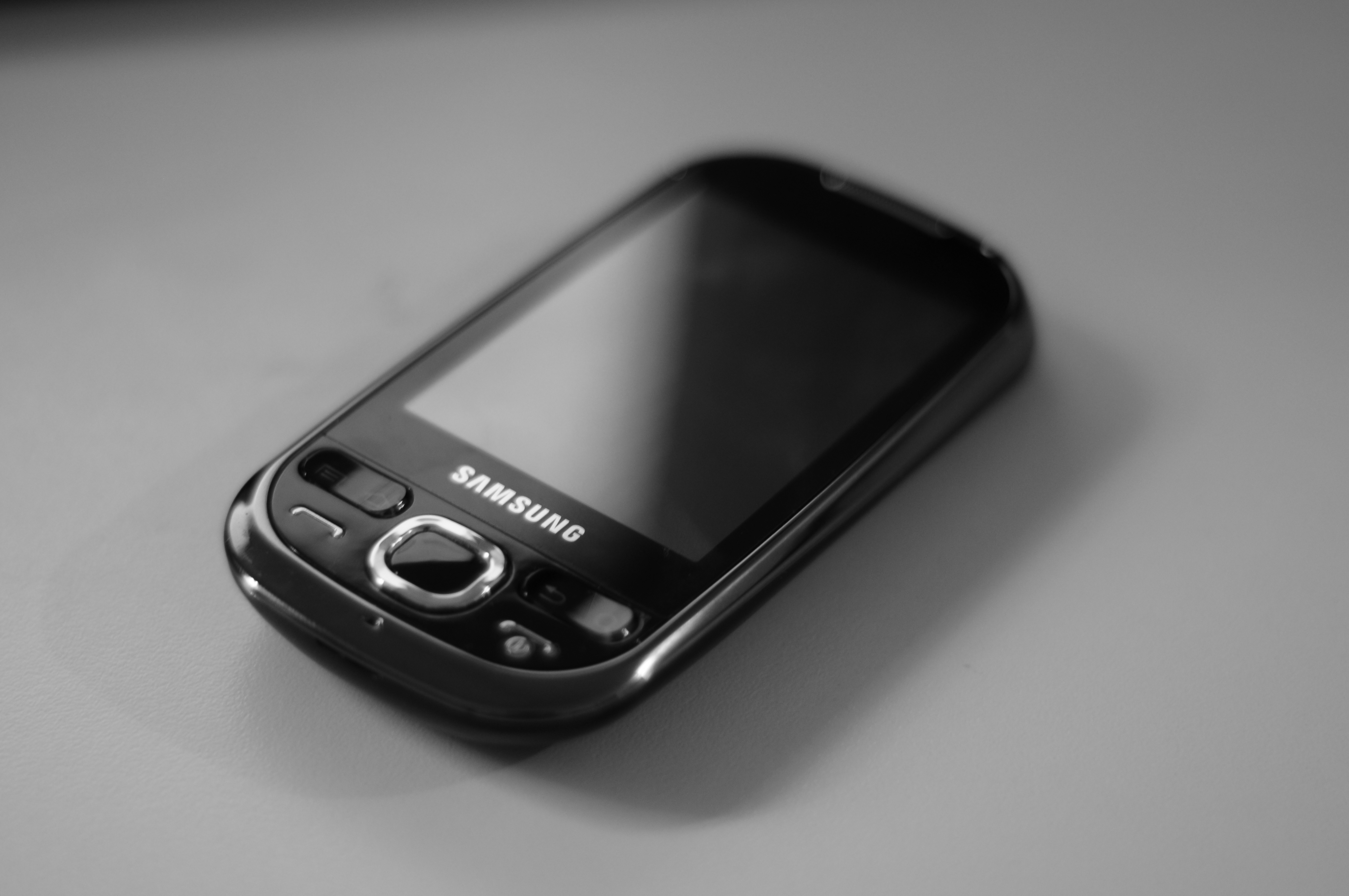
Samsung i5500